# Werner Schwärzel

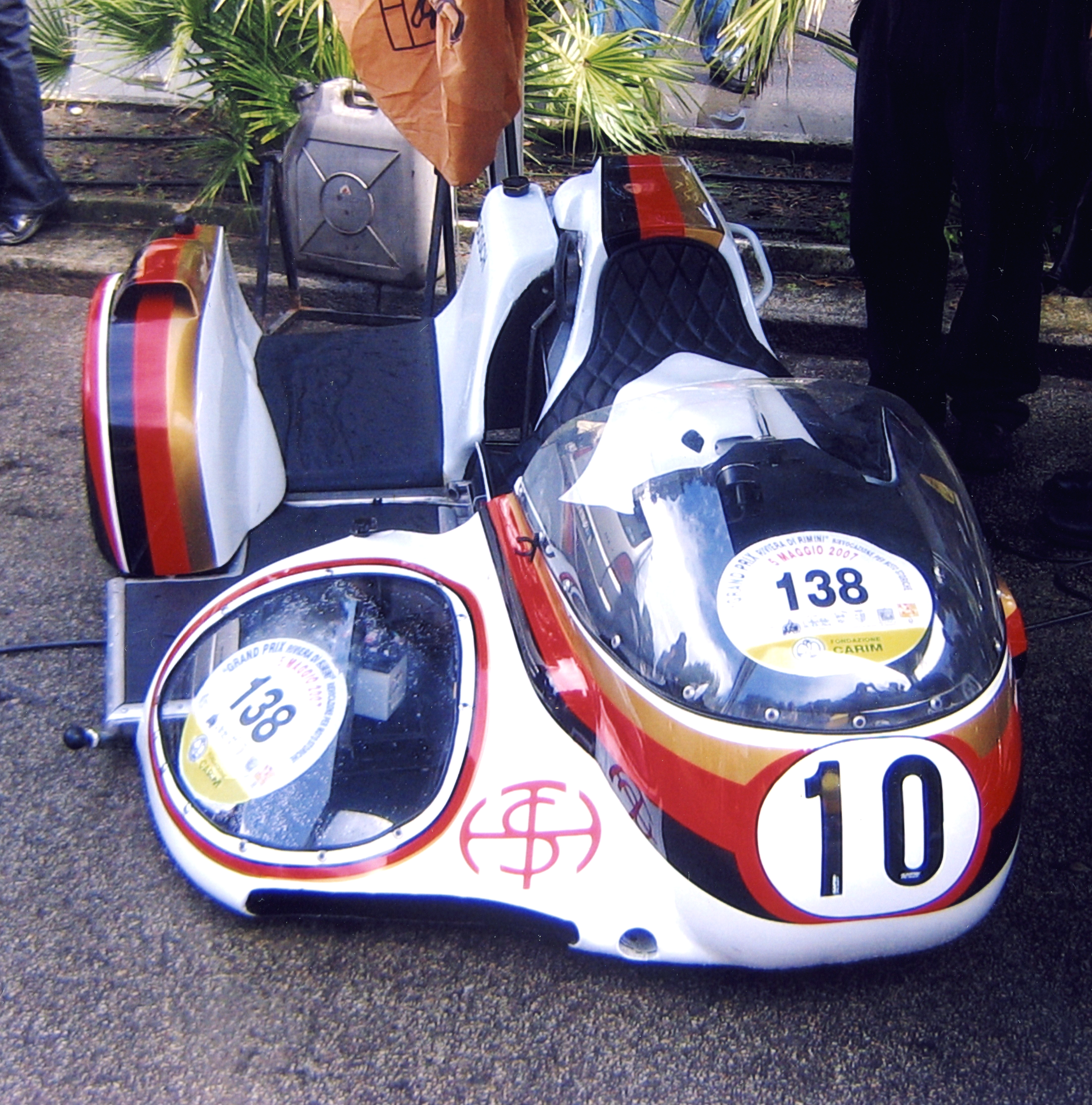
König-Gespann von Werner Schwärzel

Werner Schwärzel (* 6. September 1948 in Lahr) ist ein ehemaliger deutscher Motorradrennfahrer.
Zwischen 1973 und 1985 gelang es ihm als Pilot mit seinen Beifahrern Karl-Heinz Kleis, Andreas Huber und Fritz Buck insgesamt sechsmal die Vizeweltmeisterschaft und zehnmal die Deutsche Motorrad-Straßenmeisterschaft bei den Motorradgespannen zu erringen. 1982 errang er den Weltmeisterschaftstitel mit Andreas Huber.

## Karriere
Den Einstieg in die Motorrad-Weltmeisterschaft 1973 schloss das Gespann Werner Schwärzel / Karl-Heinz Kleis auf Anhieb auf einem Eigenbau-Gespann mit König-Bootsmotor als Vizeweltmeister ab. Im Jahr darauf erreichte man trotz höherer Gesamtpunktezahl gegenüber dem Weltmeisterpaar Klaus Enders / Ralf Engelhardt wieder den Vizetitel. Das Reglement begünstigte mit Streichresultaten damit das BMW-Werksteam. Mit dem Sieg beim Deutschland-Grand-Prix 1974 auf dem Nürburgring war Schwärzel dennoch der Erste, der einem Zweitaktmotor bei den Gespannen zum Sieg verhalf.
Von 1975 bis 1984 turnte Andreas Huber aus Oberkirch im Boot. 1977 und 1978 wurde mit dem Fath-Motor auf einem nach dem Hauptsponsor ARO genannten Gespann gefahren. 1982 wurde man beim letzten Lauf in Hockenheim als letzte deutsche Gespannpaarung Weltmeister. Das eingesetzte Seymaz-Gespann ließ es allerdings in dieser Saison nicht zu, einen Sieg zu erreichen.
1985 startete Werner Schwärzel mit seinem Beifahrer Fritz Buck in seine letzte Saison. Die WM schloss er punktgleich mit dem niederländischen Weltmeisterpaar Egbert Streuer / Bernhard Schnieders nochmals als „Vize“ ab.
Seit seinem Karriereende arbeitet Werner Schwärzel bis heute in seiner Werkstatt in Meißenheim als Tuner an Rennmotoren und betreute auch über mehrere Jahre den ehemaligen Motocross-Vizeweltmeister Pit Beirer.
Für seine motorsportlichen Erfolge erhielt Schwärzel bereits 1975 von Bundespräsident Walter Scheel das Silberne Lorbeerblatt.

## Erfolge
- 1973/74 Vizeweltmeister mit Karl-Heinz Kleis
- 1975/76/84 Vizeweltmeister mit Andreas Huber
- 1982 Weltmeister mit Andreas Huber
- 1985 Vizeweltmeister mit Fritz Buck
- 10-mal Deutscher Meister Gespannklasse
- 10 Grand-Prix-Siege